# Gedanke

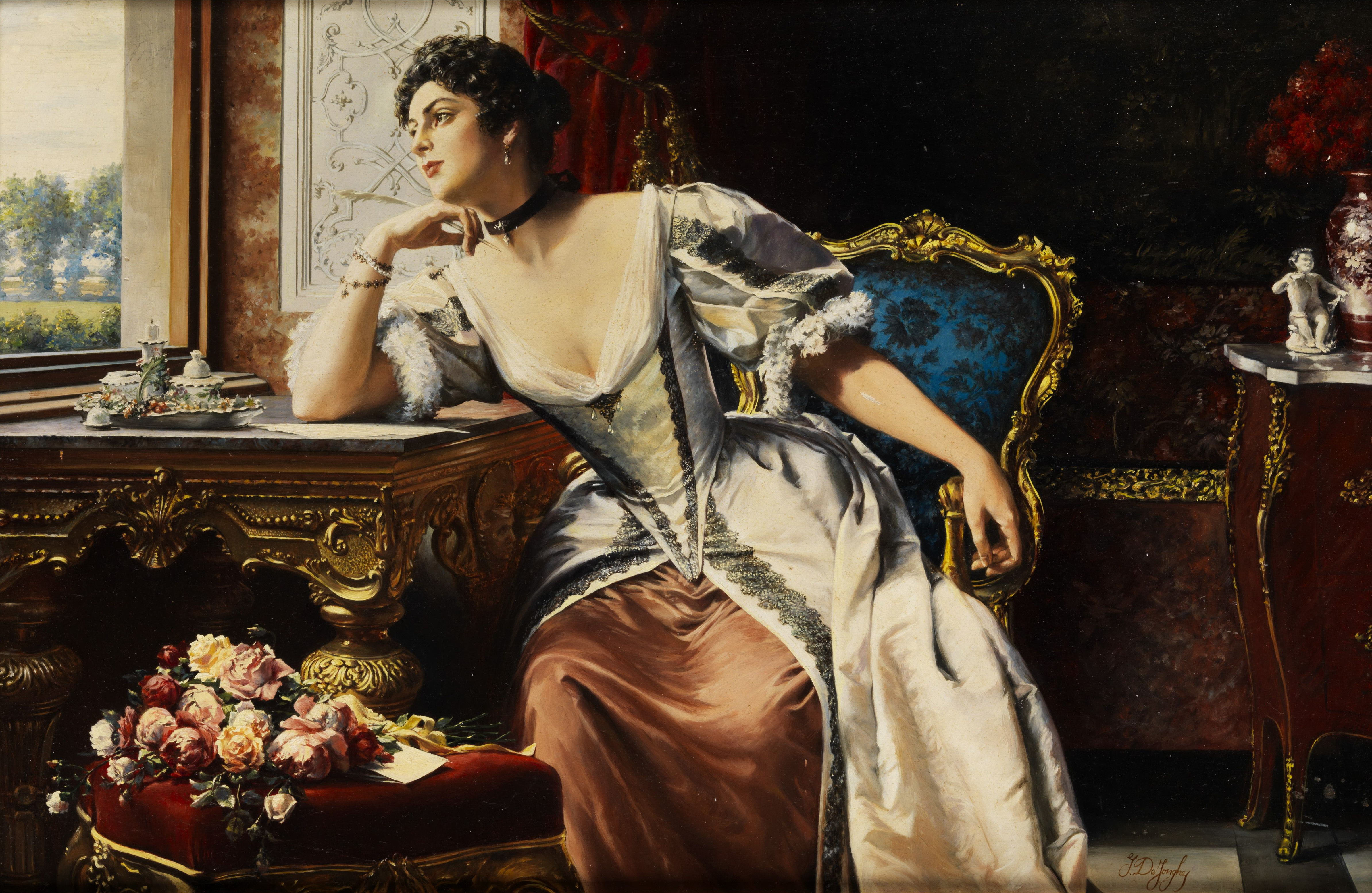
Gedanken beim Verfassen des Briefes, Gustave Léonard de Jonghe

Ein Gedanke ist, was gedacht worden ist oder das Denken an etwas; eine Meinung, eine Ansicht oder ein Einfall bzw. ein Begriff oder eine Idee. Der Gedanke ist ein Ergebnis und eine Grundkomponente im Prozess des Denkens. Der Gedanke, ein Produkt des Denkprozesses in Form eines Urteils, eines Begriffs oder einer Kombination von beidem, der im idealen Fall das Allgemeine in der Masse der Einzeldinge widerspiegelt oder das Wesentliche, das Gesetzmäßige in der Vielfalt der Erscheinungen der den Menschen umgebenden Welt fixiert. Nach Freges Psychologismuskritik im 19. Jahrhundert und nach Husserl wird wissenschaftssprachlich systematisch zwischen dem Gedanken im subjektiv-psychologischen und dem Gedanken im objektiven Sinn unterschieden.
Gedanken als Denkoperationen, also als bewusste psychische Handlung, sprich Gedanken im subjektiven Sinn, sind Gegenstand der kognitiven Psychologie. Die (moderne) Logik hingegen befasst sich mit den Gedanken im objektiven Sinn. Der Gedanke im subjektiven Sinn betrifft die tatsächliche Entstehung (bei Frege: das Fassen) eines Gedankens. Der Gedanke im objektiven Sinn betrifft seine Geltung.
Für einen Ratsuchenden ist es gewiss von einigem Wert, zu erfahren, wie sein Auskunftgeber auf den Gedanken gekommen ist, den er ihm mitgeteilt hat. Davon wird er nämlich dessen Glaubwürdigkeit abhängig machen. Ob allerdings die Aussage nicht nur glaubwürdig, sondern auch gültig, sprich: wahr ist, erfährt er nicht auf diesem Weg, sondern nur dadurch, dass er sie an den Tatsachen überprüft. Bei einem Gedanken ist also zwischen seiner Genesis und seiner Geltung zu unterscheiden. Beides kann interessant sein, beides sind annehmbare Perspektiven – aber es ist eben zweierlei. Missachtet man diese Differenz, dann setzt man die eine oder andere Hinsicht absolut. Derart einseitige Positionen sind:
- der Rationalismus (Ausschluss der Genesis)
- der Psychologismus (Ausschluss der Geltung).

Der Ausdruck „Gedanke“ diente bis ins 16. Jahrhundert als Übersetzung von mens, dianoea und sententia, später nur noch für dianoea im Sinne der Tätigkeit des Verstandes (so Descartes oder Hamilton) oder für sententia im Sinne des Resultats des Denkens, z. B. als Aussage (propositio, sententia) oder als „das in der Aussage Gedachte (verbum mentis, noema)“. Auch aktuell wird unter dem Ausdruck „Gedanke“ insbesondere „ein Teilvorgang des Denkens oder auch sein Ergebnis“ verstanden.

## Gottlob Frege
In seiner Kritik des empiristischen Psychologismus in der Logik trennte Frege, im Gefolge auch Husserl und letztlich der Sache nach die gesamte moderne Logik den Gedanken als subjektives, psychisches und individuelles Ereignis (bei Frege: „Vorstellung“) vom Gedanken im objektiven Sinn als eigentlichen Gegenstand der Logik; diese Unterscheidung ist bei Frege grundlegend. Statt vom Gedanken im objektiven Fregeschen Sinn spricht man auch von Proposition oder Sachverhalt.
Während die negative Abgrenzung der Gedanken zu Vorstellungen eingängig ist – Vorstellungen als nur individuell, psychisch, nicht mitteilbar usw. – ist die positive Bestimmung des ontologischen Status strittig. Für Frege gilt: „Die Gedanken sind weder Dinge der Außenwelt noch Vorstellungen. Ein drittes Reich muss anerkannt werden“.
Frege definiert den Gedanken als „etwas, bei dem überhaupt Wahrheit in Frage kommen kann“, als das, „was Sinn eines Fragesatzes sein kann. Ich nenne es Gedanken“. „Ein Gedanke aber ist etwas, von dem gilt: wahr oder falsch, ein Drittes gibt es nicht“. „Hiermit ist aber auch gesagt, dass der Gedanke nichts Subjektives, kein Erzeugnis unserer seelischen Tätigkeit ist; denn der Gedanke, den wir im Pythagoreischen Theorem haben, ist für alle derselbe, und seine Wahrheit ist ganz unabhängig davon, ob er von diesem oder jenem Menschen gedacht wird oder nicht. Das Denken ist nicht als Hervorbringen des Gedankens, sondern als dessen Erfassung anzusehen“.
Der Gedanke ist in einem wesentlichen Sinn zeitlos, auch wenn seine Erfassung durch einen Denkenden in der Zeit erfolgt. Frege bringt als Beispiele:
- Der Astronom kann Begebenheiten feststellen, die stattfanden, „als auf Erden wenigstens noch niemand jene Wahrheit erkannt hatte“.[5]
- Der Satz des Pythagoras ist zeitlos wahr.[5]

Entsprechend ist das Tempus des Präsens in „ist wahr“ „ein Tempus der Unzeitlichkeit“.

### Denken – Urteilen – Behaupten
Frege unterscheidet den Gedanken vom Behaupten und vom Urteilen: „Wir unterscheiden demnach 1. das Fassen des Gedankens – das Denken, 2. die Anerkennung der Wahrheit eines Gedankens – das Urteilen, 3. die Kundgebung dieses Urteils – das Behaupten“. Denken ist danach also das Fassen eines Gedankens, Urteilen das Anerkennen der Wahrheit eines Gedankens, Behaupten das Kundgeben eines Urteils.

## Synonymiediskussion
Die Gedanken in Freges Sinne werden mitunter als synonym mit den Lekta im Sinne der Stoa angesehen. Definiert als „der allgemeine, objektive Sinngehalt, der in einem Satz ausgedrückt und entweder wahr oder falsch ist“ wird der Gedanke im Sinne von Frege mit dem Begriff der Proposition identifiziert. Der Gedanke ist der propositionale Kern einer Aussage. Der Gedanke ist „der von einer Aussage behauptete Sachverhalt“. Dabei wird von der Tatsache als wahrer Sachverhalt gesprochen, was damit korrespondiert, dass Frege die Tatsache als „wahren Gedanken“ bezeichnete.

## Die Form des Gedankens
Der im Bewusstsein wahrnehmbare Gedanke tritt im Wesentlichen in der sprachlichen Form (z. B. im stillen, innerlichen Formulierens eines Briefes oder im Grübeln) oder in der bildlichen Form auf (z. B. in der Vorstellung eines Gegenstandes oder als Bildfolge in Tagträumen), siehe auch Vorstellungsarten und Imagination. Diese Formen sind im eigenen Bewusstsein prüfbar.